# Verka Borisova
Verka Borisova est une joueuse de volley-ball bulgare née le 26 février 1955.

## Biographie
Verka Borisova évolue en club au CSKA Sofia dans les années 1980.
Elle remporte avec l'équipe de Bulgarie de volley-ball féminin la médaille de bronze aux Jeux olympiques d'été de 1980 à Moscou.